# Menyhárd Attila
Menyhárd Attila (Esztergom, 1968. november 22.) magyar jogász, ügyvéd, az Eötvös Loránd Tudományegyetem Állam- és Jogtudományi Kar Polgári Jogi Tanszékének oktatója.

## Egyetemi pályafutása
1988-ban kezdte meg tanulmányait az Eötvös Loránd Tudományegyetem Állam- és Jogtudományi Karán, ahol 1993-ban szerzett jogi doktorátust cum laude fokozattal. Egyetemi évei alatt az ELTE Bibó István Szakkollégium tagja. 1997-től az egyetem polgári jogi tanszékre tért vissza oktatni tanársegédként, majd adjunktusként. 2003-ban szerezte meg PhD-fokozatát A jó erkölcsbe ütköző szerződések című tanulmányával védte meg summa cum laude fokozattal, melynek konzulense Harmathy Attila volt. 2004-ben docensi megbízást kapott, majd 2007-ben habilitált és ugyanebben az évben a polgári jogi tanszék vezetőjévé nevezték ki. 2012-ben vehette át a professzori kinevezéséről szóló okiratot a Sándor-palotában.
Kutatási területe: a kereskedelmi jog, a dologi jog, a szerződési jog, a jog gazdasági elemzése, ill. a polgári jog és az alkotmányjog kapcsolata.
Oktatói tevékenysége mellett ügyvédi szakvizsgát tett, ill. a Magyar Kereskedelmi és Iparkamara mellett szervezett választottbíróság választottbírája lett.
Aktív részese számos európai kutatási programnak, magánjogi, összehasonlító jogi, továbbá a jog gazdasági elemzésével foglalkozó területeken. Több publikáció, köztük három könyv szerzője és egy további könyv társszerzője. A Freshfields Bruckhaus Deringer budapesti irodájához 2005-ben, a knowledge management területért felelős jogászként csatlakozott.
Szakterülete: kereskedelmi jog, társasági jog, tulajdonjog, kártérítési jog, szerződési jog, nemzetközi kereskedelem, értékpapírjog és közbeszerzés.
Nyelvtudás: magyar, német és angol.

## Díjai, elismerései
- ELTE Bibó István Szakkollégium Harkály díjának tudományos fokozata (2009)
- ELTE Állam- és Jogtudományi Kar Nívódíja „Dologi jog” címmel megjelent egyetemi tankönyvéért (2011)
- A Magyar Érdemrend tisztikeresztje (2013)

- A Sapientia Erdélyi Magyar Tudományegyetem díszdoktora (2025)[1]

## Művei

### Könyvek, monográfiák
- A szerződés akarathibák miatti érvénytelensége A Szladits Szeminárium kiadványai 1., ELTE ÁJK, Budapest, 2000, 203 p.
- A jó erkölcsbe ütköző szerződések Gondolat Könyvkiadó, Budapest, 2004. 332 p.
- Dologi jog Osiris Kiadó, Budapest, 2007. 529 p.
- Kereskedelmi jog HvgOrac Budapest, 2008. 479 p. (Bárdos Péterrel közösen)
- Dologi jog ELTE Eötvös Kiadó, Budapest, 2010. 448 p.

### Tanulmányok, könyvfejezetek
- Kereskedelmi jogi szerződés – polgári jogi szerződés. In: Harmathy Attila (szerk.) Polgári jogi dolgozatok, Budapest: ELTE ÁJK, 1993. pp. 137-182.
- Az adhéziós szerződések néhány elméleti aspektusa. In: Harmathy Attila (szerk.) Polgári jogi dolgozatok, Budapest: ELTE ÁJK, 1994. pp. 19-36.
- A vállalkozási szerződés a magyar magánjog és polgári jog kötelmi dogmatikájában. In: Harmathy Attila (szerk.) Polgári jogi dolgozatok, Budapest: ELTE ÁJK, 1995. pp. 131-158.
- A tisztességtelen szerződési kikötések kontrollja az Európai Közösségek jogában. In: Harmathy Attila (szerk.) Jogi tanulmányok, Budapest: ELTE ÁJK, 1996. pp. 61-84.
- Szerződési igazságosság és egységes szerződési jog. In: Harmathy Attila (szerk.) Jogi tanulmányok, Budapest: ELTE ÁJK, 1997. pp. 237-285.
- A jó erkölcsbe ütköző szerződésekről. In: Harmathy Attila (szerk.) Jogi tanulmányok, Budapest: ELTE ÁJK, 1998. pp. 213-242.
- A jó erkölcsbe ütköző szerződések érvénytelenségének jogkövetkezményei. In: Magyar Jog 1999. (46. évf.), 4. sz., pp. 223-228.
- Az uzsorás szerződésről. In: Liber Amicorum – Studia L. Vékás Dedicata, Budapest: ELTE ÁJK, 1999. pp. 221-240.
- Az üzleti hírnév védelme. In: Harmathy Attila (szerk.) Jogi tanulmányok, Budapest: ELTE ÁJK, 1999. pp. 213-242.
- A szerződésszegésért való felelősség korlátozása és kizárása. In: Harmathy Attila (szerk.) Jogi tanulmányok, Budapest: ELTE ÁJK, 2000. pp. 123-165.
- A piaci verseny szerződéses korlátozása. In: Harmathy Attila (szerk.) Jogi tanulmányok, Budapest: ELTE ÁJK, 2001. pp. 81-141.
- Excessive Benefit and Unfair Advantage in Contracts. In: Annales ELTE ÁJK Budapest Tomus 39/40: 107-124 (2001).
- Észrevételek és javaslatok az új Polgári Törvénykönyv dologi jogi koncepciójának kiegészítéséhez. In: Polgári Jogi Kodifikáció IV. évf: (5-6) 7-30 (2002).
- Az erkölcsi értékrend változása és a szerződési jog. In: Kisfaludi András (szerk.) Liber Amicorum – Studia E. Weiss Dedicata, Budapest: ELTE ÁJK, 2002. pp. 191-230.
- A tulajdon alkotmányos védelme. In: Polgári Jogi Kodifikáció VI. évf.: (5-6.) 24-32 (2003).
- A jó erkölcsbe ütköző szerződések. In: A Polgári Jogi Tudományos Diákkör Évkönyve, Budapest: ELTE ÁJK, 2003. pp. 93-98.
- A tulajdonjog absztrakt felfogása a magánjogban. In: Kisfaludi András (szerk.) Liber Amicorum – Studia A. Harmathy Dedicata, Budapest: ELTE ÁJK, 2003. pp. 225-253.
- Hungarian Tort Law 2002. In: Helmut Koziol, Barbara C Steininger (ed.) European Tort Law 2002, Springer, Wien/New York, 2003. pp. 252-262.
- Az állam javára való marasztalásról. In: Polgári Jogi Kodifikáció V. évf.: (4) 30-37 (2003).
- The Hungarian Tort Law 2003. In: Helmut Koziol, Barbara C Steininger (ed.) European Tort Law 2003, Springer, Wien/New York, 2004. pp. 231-244.
- Köztulajdon – közdolgok – forgalomképesség. In: Polgári Jogi Kodifikáció VII: évf.: (2) 3-11 (2005).
- The Hungarian Tort Law 2004. In: Helmut Koziol/Barbara C Steininger (ed.) European Tort Law 2004, Springer, Wien/New York, 2005. pp. 349-362.
- A know-how apportálhatósága. In: Emlékkönyv Lontai Endre egyetemi tanár tiszteletére, Budapest: ELTE ÁJK, 2005. pp. 129-141.
- Polgári jog és közgazdaságtan. In: Steiger Judit (szerk.) Gazdaság és jog: Szakács István ünnepi tanulmánykötet, Budapest: ELTE ÁJK, 2005. pp. 87-101.
- Hungarian Tort Law 2005. In: Barbara Steininger, Helmut Koziol (ed.) European Tort Law 2005, Wien ; New York: Springer Verlag, Wien/New York, 2006. pp. 332-347.
- Diszkrimináció-tilalom és polgári jog. In: Sajó András (szerk.) Alkotmányosság a magánjogban, Budapest, -:KJK KERSZÖV Jogi és Üzleti Kiadó Kft., 2006. pp. 131-146.
- Anti-Discrimination and Private Law. In: Annales ELTE ÁJK Budapest Tomus XLVII: 281-297 (2006).
- A tiltás hatástalansága. (Menyhárd Attila, Mike Károly, Szalai Ákos) In: Századvég 41.: 3-46 (2006).
- Protection of Legitimate Expectations in Hungarian Private Law. In: Bénédicte Fauvarque-Cosson (ed.) La confiance légitime et l’estoppel, Société de Legislation Comparée, Paris, 2007. pp. 277-294 (Droit privé comparé et européen; 4.).
- The Pure Economic Loss in the Hungarian Tort Law. In: Mauro Bussani (ed.) European Tort Law: eastern and western perspectives, Stämpfli/Sellier/Ant. N. Sakkoulas/Bruylant, Bern, Athens, Brussels 2007. pp. 323-338.
- Hungarian Tort Law 2006. In: Barbara Steininger, Helmut Koziol (ed.) European Tort Law 2006, Wien ; New York: Springer Verlag, Wien/New York 2007. pp. 269-280.
- Tort and Regulatory Law in Hungary. In: Willem H. van Boom, Meinhard Lukas, Christa Kissling (eds.), Tort and Regulatory Law Springer Verlag, Wien/New York 2007. pp. 155-170.
- Natural Causation in Hungarian Tort Law. In: Benedict Winiger/Helmut Koziol/Bernhard A. Koch/Reinhard Zimmermann (eds.), Digest of European Tort Law Vol. 1: Essential Cases on Natural Causation Springer Verlag, Wien/New York 2007. pp. 82-88, 159-160, 246-248, 335-338, 383-384.
- Contract Law in a Changing Society – Hungarian Experiences. In: Thomas Wilhelmsson, Elina Paunio, Annika Pohjolainen (eds.), The Private Law and the Many Cultures in Europe Kluwer Law International, 2007, pp. 105–122.
- Tulajdonvédelem és kisajátítás. In: Liber Amicorum – Ünnepi előadások és tanulmányok Harmathy Attila tiszteletére ELTE ÁJK Polgári Jogi Tanszék, Budapest, 2007, pp. 241–258.
- Kihívások a magánjogi dogmatikában. In: Szabó Miklós (szerk.): Jogdogmatika és jogelmélet Miskolc, Bíbor, 2007 pp. 291–307.
- Szakértői javaslat az új Polgári Törvénykönyv tervezetéhez. Vékás Lajos (szerk.), CompLex, Budapest, 2008 pp. 571–654, 710–734. és 984–1004.
- Közjog és magánjog határairól. In: Faludi Gábor (szerk.), Liber amicorum – ünnepi dolgozatok Gyertyánfy Péter tiszteletére. ELTE Állam- és Jogtudományi Kar, Polgári Jogi Tanszék, Budapest, 2008. 297-309 p.
- Az emberi jogok érvényesülése a magánjogi jogviszonyokban. In: Acta Fac. Pol-Iur. Univ. Sc. Budapestiensis de Rolando Eötvös Nom. (ELTE ÁJK Kari Acta) 44. köt., 2008. 203-212 p.
- A tulajdonhoz való jog magánjogi aspektusai. In: Századvég. Új folyam, 2007. no. 46, 151-161 p.
- Hungarian Tort Law 2007. In: Barbara Steininger/Helmut Koziol (eds.), European Tort Law 2007, Springer Verlag, Wien/New York 2008. pp. 339-351.
- Human Rights and Private Law. In: Annales Univ. Sc. Budapestiensis de Rolando Eötvös Nom. Sectio Iuridica Tomus 48. Budapest, 2007. pp. 413–418.
- Economic Loss Caused by GMOs in Hungary. In: Bernhard A. Koch (ed.), Economic Loss Caused by Genetically Modified Organisms. Springer Verlag Wien/New York, 2008. pp. 259-278.
- Punitive Damages in Hungary. In: Koziol Helmut, Wilcox Vanessa (szerk.), Punitive Damages: Common Law and Civil Law Perspectives. Wien; New York: Springer-Verlag, 2009. pp. 87-102.
- A nem természetes személyek jogképessége a polgári jogban. In: Ficsor Krisztina, Győrfi Tamás, Szabó Miklós (szerk.), Miskolc: Bíbor Kiadó, 2009. pp. 197-205.
- Aggregation and Divisibility of Damage in Hungary: Tort Law and Insurance. In: Oliphant Ken (szerk.), Aggregation and Divisibility of Damage. Wien ; New York: Springer-Verlag, 2009. pp. 221-254.
- Az emberi jogok magánjogi érvényesülése.. In: Kisfaludi A (szerk.), Liber amicorum : studia L. Vékás dedicata, 2009: ünnepi dolgozatok Vékás Lajos tiszteletére. Budapest: ELTE ÁJK Polgári Jogi Tanszék, 2009. pp. 225-247.
- Die Regelung des handelsrechtlichen Leistungsstörungsrecht. In: Müller-Graf, Peter-Christian, Vékás, Lajos (szerk.) Privatrechtsreform in Deutschland und Ungarn. Baden-Baden: Nomos, 2009. pp. 207-233.
- Eastern Tort Law. In: Bussani Mauro, Werro Franz (szerk.), European Private Law: A Handbook vol. 1. Bern: Stämpfli, 2009. pp. 335-373.
- Hungarian Tort Law 2008. In: Steininger Barbara, Koziol Helmut (szerk.), European Tort Law 2008. Wien ; New York: Springer-Verlag, 2009. pp. 343-363.
- Punitive Damages in Hungary. In: Koziol Helmut, Wilcox Vanessa (szerk.), Punitive Damages: Common Law and Civil Law Perspectives. Wien ; New York: Springer-Verlag, 2009. pp. 87-102.
- Damages Caused by Genetically Modified Organisms in Hungarian Tort Law. In: Koch Bernhard A (szerk.), Damage Caused by Genetically Modified Organisms: Comparative Survey of Redress Options for Harm to Persons, Property or the Environment. Berlin; New York: De Gruyter, 2010. pp. 273-312.
- Hungarian Tort Law 2009. In: Steininger Barbara, Koziol Helmut (szerk.), European Tort Law 2009. Berlin; New York: De Gruyter, 2010. pp. 292-312.
- The Development of Legal Techniques and Legal Culture in the New Context of Europe. In: Mader Luzius, Schäffer Heinz (szerk.), Text and Context: The Development of Legal Techniques and Legal Culture in the New Context of Europe. Baden-Baden: Nomos, 2010. pp. 83-93.
- Tudás, jogtudomány, jogalkalmazás. A társadalmi-gazdasági változások hatása.. In: Fleck Zoltán (szerk.), Igazságszolgáltatás a tudomány tükrében. Budapest: ELTE Eötvös Kiadó, 2010. pp. 207-217.

### Cikkek
- A BGB reformjáról. In: Polgári Jogi Kodifikáció 2000. (II. évf.), 1. sz., pp. 25-26.
- A szerződési jog szabályozásának egyes kérdései. In: Polgári Jogi Kodifikáció 2000. (II. évf.)2. sz., pp. 29-30.
- Az Európai Unió irányelveinek implementálása és a nemzeti jogalkotás. In: Polgári Jogi Kodifikáció 2000. (II. évf.) 4. sz., pp. 24-25.
- A fogyasztói adásvételről szóló EK irányelv átültetésének problémái. In: Polgári Jogi Kodifikáció 2001. (III. évf.) 4-5. sz., pp. 54-56.
- A szerződés érvénytelenségének egyes kérdéseiről. In: Polgári Jogi Kodifikáció 2001. (III. évf.)1. sz., pp. 37-37.
- Felelősség szerződésszegésért. In: Polgári Jogi Kodifikáció 2001. (III. évf.) 3. sz., pp. 25-26.
- Fogyasztóvédelem és felelősségkorlátozás. In: Gazdaság és Jog 2001. (IX. évf.) 12. sz. pp. 19-23.
- Az új Polgári Törvénykönyv bevezető rendelkezései. In: Polgári Jogi Kodifikáció 2002. (IV. évf.) 2. sz., pp. 28-30.
- Az új Polgári Törvénykönyv koncepciójának vitája az ELTE Állam- és Jogtudományi Karán. In: Polgári Jogi Kodifikáció 2002. (IV. évf.) 4. sz. pp. 35-37.
- Fogyasztói adásvétel és jótállás. In: Polgári Jogi Kodifikáció 2002. (IV. évf.) 1. sz., pp. 19-21.
- Felelősség "közvetett" károkozásért. Fuglinszky Ádámmal közösen, In: Magyar Jog 2003. (L. évf.) 5. sz. pp. 283-286.
- Az angol ingatlan-nyilvántartás reformja. In: Polgári Jogi Kodifikáció 2003. (V. évf.) 3. sz., pp. 35-38.
- A jó erkölcsbe ütköző szerződések tilalmának tartalmi meghatározása. In: Gazdaság és Jog 2004. (XII. évf.) 9. sz., pp. 3-9.
- A kártérítési jog egyes kérdései. In: Polgári Jogi Kodifikáció 2004. (VI. évf.) 1-2. sz., pp. 47-49.
- Mietrecht in Ungarn. In: IMMOLEX 2005. évf: (März) pp. 74-79.
- A magyar fogyasztóvédelmi jog fejlődése. 1985-2005. Korreferátum. In: Jakab András – Takács Péter (szerk.): A magyar jogrendszer átalakulása 1985 – 2005. ELTE – Gondolat Kiadó, Budapest, 2007. 1. köt. pp. 663-668.
- Consumer Protection and Private Law. In: András Jakab – Péter Takács – Allan F. Tatham (eds.): The Transformation of the Hungarian Legal Order 1985 – 2005 Kluwer Law International pp. 349 – 352.
- A jogellenes fenyegetés. In: Bajorfi Ákos – Bodzási Balázs – Molnár Márta (szerk.): Az ELTE Állam- és Jogtudományi Kara Polgári Jogi Tudományos Diákkörének Évkönyve 2003 – 2004. tanév/2004 – 2005. tanév ELTE Állam- és Jogtudományi Kar, Budapest, 2007, pp. 79 – 84.
- A kártérítési jog egységesítésére irányuló törekvések Európában.. In: Bajorfi Ákos – Bodzási Balázs – Molnár Márta (szerk.): Az ELTE Állam- és Jogtudományi Kara Polgári Jogi Tudományos Diákkörének Évkönyve 2003 – 2004. tanév/2004 – 2005. tanév ELTE Állam- és Jogtudományi Kar, Budapest, 2007, pp. 281-284.
- Nizsalovszky Endréről. In: Az ELTE Állam- és Jogtudományi Karának Évkönyve 2006 ELTE Állam- és Jogtudományi Kar, Budapest, 2007 pp. 381 – 384.
- Natural Causation as a Prerequisite for Liability in Hungarian Tort Law (case comment on „loss of a chance”).. In: EUROPEAN REVIEW OF PRIVATE LAW 16 (2008):(6) pp. 110-116.
- A Legfelsőbb Bíróság ítélete a soproni mélygarázs ügyében. Forgalomképtelen ingatlan felszínén, felszíne alatti vagy feletti részén emelt épület tulajdonjogának megszerzése.. JOGESETEK MAGYARÁZATA 1 (2010):(4) pp. 19-27.
- A Legfelsőbb Bíróság elvi határozata a termékfelelősségről. Döntés a termék gyártóját terhelő felelősség és a külön jogszabályon alapuló (állami) helytállási kötelezettség viszonyáról.. JOGESETEK MAGYARÁZATA 1 (2010):(1) pp. 19–24.